# Jill Halfpenny
Jill Halfpenny (Gateshead, 15 luglio 1975) è un'attrice e cantante britannica.
Nel 2011 ha vinto il Laurence Olivier Award alla miglior performance in un ruolo non protagonista in un musical per la sua performance nel musical Legally Blonde a Londra.

## Filmografia

### Cinema
- Ghost Stories, regia di Andy Nyman e Jeremy Dyson (2017)

### Televisione
- EastEnders - soap opera, 185 episodi (2002-2005)